# جهد الصفيحة الانتهائية

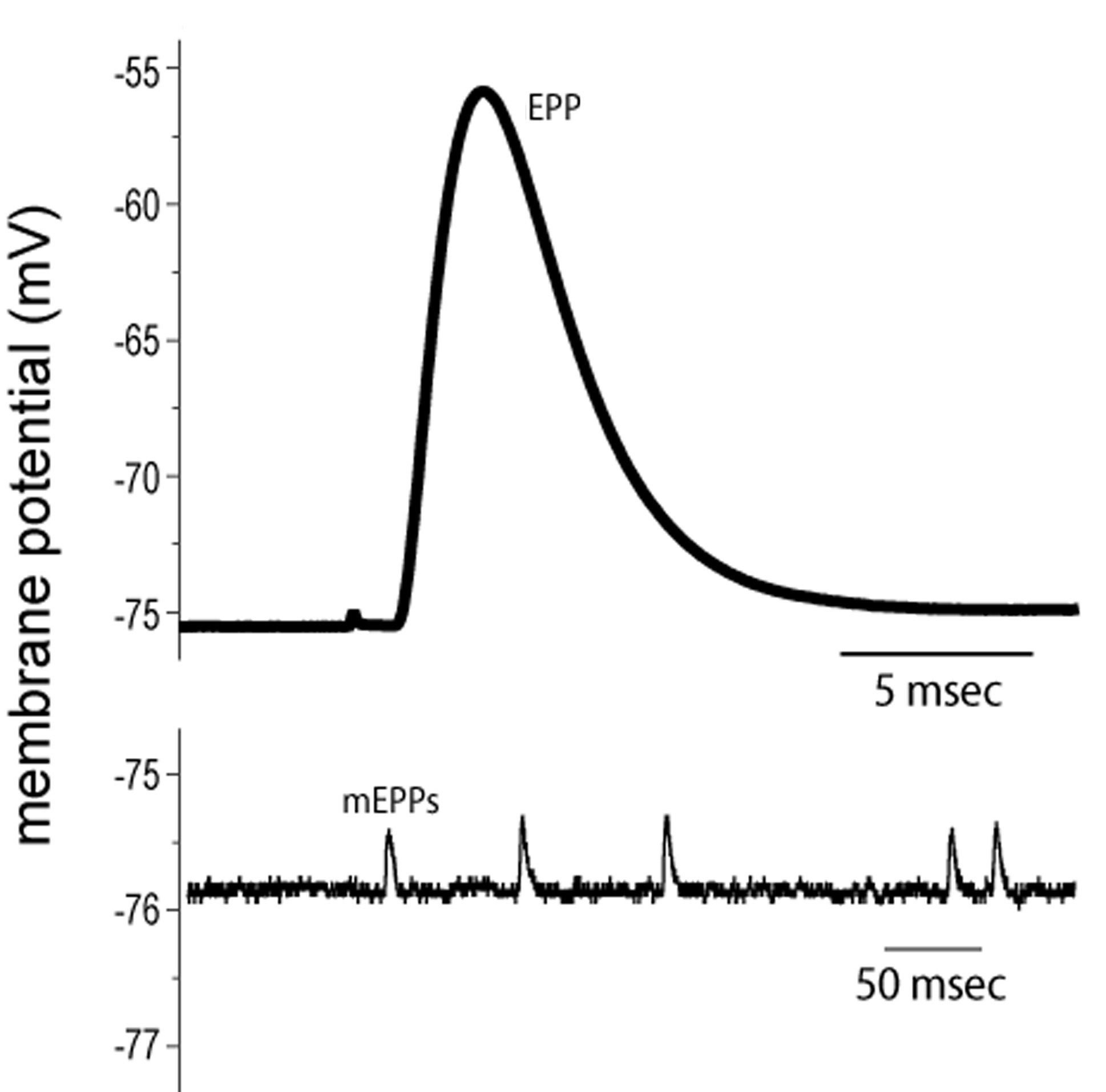
يتم عرض إمكانات اللوحة النهائية (EPP؛ بمتوسط 10 EPPs واحدة) في الأعلى، وتظهر إمكانات اللوحة النهائية المصغرة (mEPPs) في الأسفل. لاحظ الاختلافات في المقاييس على المحورين X وY. كلاهما مأخوذ من التسجيلات عند الوصل العصبي العضلي للفأر.

جهود الصفيحة الانتهائية هي مجموعة من الجهود الكهربائية المؤدية إلى زوال استقطاب ألياف العضلات الهيكلية نتيجة ارتباط النواقل العصبية مع الغشاء بعد المشبكي في الموصل العصبي العضلي. ترجع تسمية هذه الجهود باسم «الصفيحات الانتهائية» إلى نهايات الألياف العضلية بعد المشبكية ذات المظهر الكبير المشابه للطبق. عند وصول جهد الفعل إلى النهاية المحورية للعصبون الحركي، تتعرض الحويصلات الحاملة للنواقل العصبية (في الغالب الأستيل كولين) للإخراج الخلوي لتتحرر محتوياتها في الموصل العصبي العضلي. ترتبط هذه النواقل العصبية مع مستقبلات الغشاء بعد المشبكي ما يؤدي إلى زوال الاستقطاب. تتسرب حويصلات الأستيل كولين عند غياب جهد الفعل بشكل تلقائي إلى الموصل العصبي العضلي مسببة درجات صغيرة من زوال الاستقطاب في الغشاء بعد المشبكي. يُطلق على هذه الاستجابة الصغرى (~0.4 ميلي فولت) اسم الجهد الأصغر للصفيحة الانتهائية (إم إي بّي بّي) الذي يمكن توليده بواسطة حويصلة واحدة حاوية على الأستيل كولين. يمثل هذا أصغر درجة يمكن تحريضها من زوال الاستقطاب في العضلات.

## التطبيقات السريرية
تسعى الأبحاث الحالية إلى إيجاد فهم أفضل لجهود الصفيحة الانتهائية وتأثيراتها على النشاط العضلي. تظهر العديد من الأمراض الحالية اضطرابًا في نشاط جهد الصفيحة الانتهائية. يرتبط ببتيد بيتا النشواني لدى مرضى آلزهايمر مع مستقبلات الأستيل كولين ويثبط ربط الأستيل كولين. يؤدي هذا إلى ضعف انتشار الإشارات وجهود الصفيحة الانتهائية التي تفشل في الوصول إلى العتبة. يستطيع الأطباء قياس مقدار ببتيد بيتا النشواني المحيط إلى جانب استخدامه في تحديد مدى تأثيره على مرضى آلزهايمر من خلال تحليل العمليات الدماغية المرتبطة بالأستيل كولين. يُعد الوهن العضلي الوبيل أحد أمراض المناعة الذاتية، إذ يشمل إنتاج الجسم للأضداد التي تستهدف مستقبلات الأستيل كولين في الغشاء بعد المشبكي للموصل العصبي العضلي. يُعتبر اختبار الضعف والوهن العضلي، الذي يتفاقم باستخدام العضلات ويتراجع بالراحة، العلامة المميزة لهذا المرض. نظرًا إلى وجود كمية محدودة من مستقبلات الأستيل كولين المتوفرة من أجل الربط، يتكون علاج الأعراض من استخدام مثبطات الأستيل كولينسيتراز بهدف التقليل من عملية هدم الأستيل كولين في الموصل العصبي العضلي، ما يسمح ببقاء كمية كافية من الأستيل كولين من أجل الكمية القليلة من المستقبلات غير المغلقة. يمثل الشذوذ الوراثي الناجم عن العجز في الأستيل كولين أستيراز للصفيحة النهائية (إيه سي إتش إي) آلية فيزيولوجية مرضية محتملة للوهن العضلي الوبيل. في دراسة على مريض مصاب بعجز في «إيه سي إتش إيه»، لاحظ الأطباء تطوير المريض لضعف عضلي دان وجذعي شديد مع رعشة في عضلات أخرى. ثبت أن مزيج الرعشة ومعدل كبح مستقبلات الأستيل كولين مسؤول عن انخفاض جهد الصفيحة الانتهائية بشكل مماثل للانخفاض الملاحظ في حالات الوهن العضلي الوبيل. أدت الأبحاث على جهود الوحدة الحركية (إم يو بّي إس) إلى إيجاد تطبيقات سريرية محتملة في تقييم ترقي الحالات المرضية وتصنيفها كعضلية المنشأ أو عصبية المنشأ من خلال قياس ثابت عدم الانتظام المتعلق بها. تُعتبر متلازمة لامبرت إيتون الوهنية العضلية اضطرابًا منطويًا على حدوث تلف مناعي ذاتي لقنوات الكالسيوم قبل المشبكية ما يؤدي إلى نقصان عدد حويصلات النواقل العصبية الخاضعة للإخراج الخلوي. يسبب هذا الاضطراب درجة صغيرة من جهود الصفيحة الانتهائية نتيجة تحرير عدد أقل من الحويصلات. تسبب جهود الصفيحة الانتهائية الصغيرة غير القادرة على الوصول إلى العتبة في غالبية الحالات إصابة المرضى بالضعف والوهن العضلي. تستخدم العديد من الحيوانات الذيفانات العصبية من أجل حماية نفسها وقتل الفرائس. يمثل التيترودوتوكسين أحد الذيفانات الموجودة لدى عدد من الأسماك السامة مثل الينفوخية والقادوحية التي تعمل على إغلاق قنوات أيونات الصوديوم وكبح تطور جهد الفعل عند الغشاء بعد المشبكي. يؤدي رباعي إيثيل الأمونيوم الموجود لدى الحشرات إلى إغلاق قنوات البوتاسيوم. تفرز الأفاعي الذيفان ألفا العصبي الذي يرتبط مع مستقبلات الأستيل كولين ويمنع ربط الأستيل كولين. يسبب ذيفان الزوع ألفا الموجود لدى عناكب الأرملة السوداء تدفقًا هائلًا للكالسيوم نحو الداخل عند النهاية المحورية ما يؤدي إلى فرط تدفق من تحرير النواقل العصبية. يُعتبر ذيفان السجقية الذي تنتجه بكتيريا المطثية الوشيقية البروتين السام الأقوى على الإطلاق. يمنع هذا الذيفان تحرير الأستيل كولين عند الموصل العصبي العضلي من خلال تثبيط الاقتران مع حويصلات النواقل العصبية.